# Воронин, Николай Николаевич
Никола́й Никола́евич Воро́нин (30 ноября (13 декабря) 1904, Владимир — 4 апреля 1976, Москва) — советский архитектуровед и археолог, доктор исторических наук (1945), специалист по древнерусскому зодчеству. Лауреат Сталинской (1952) и Ленинской (1965) премий.

## Биография

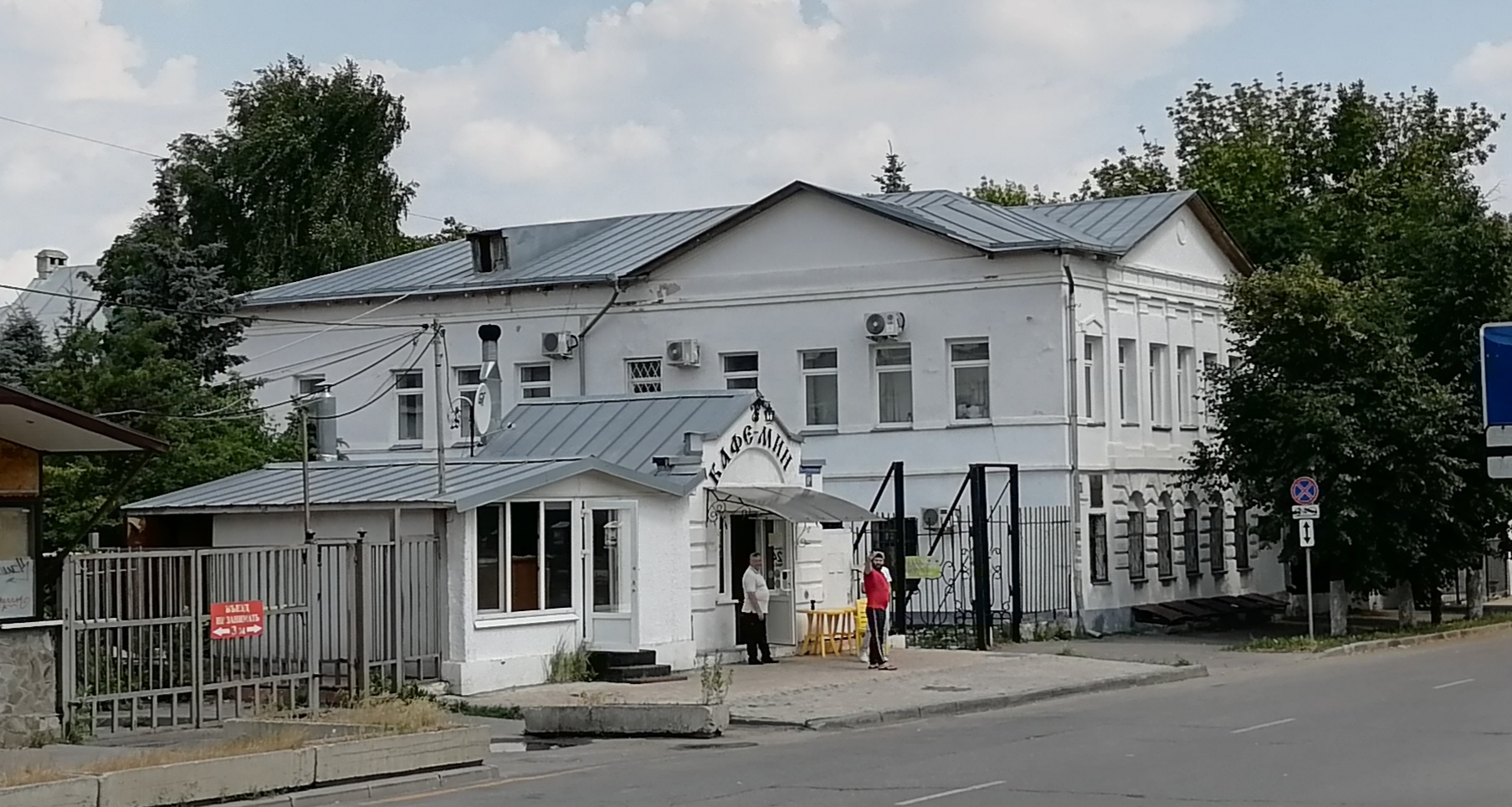
Родительский дом Н. Воронина. Владимир, 2-я Никольская улица, 8

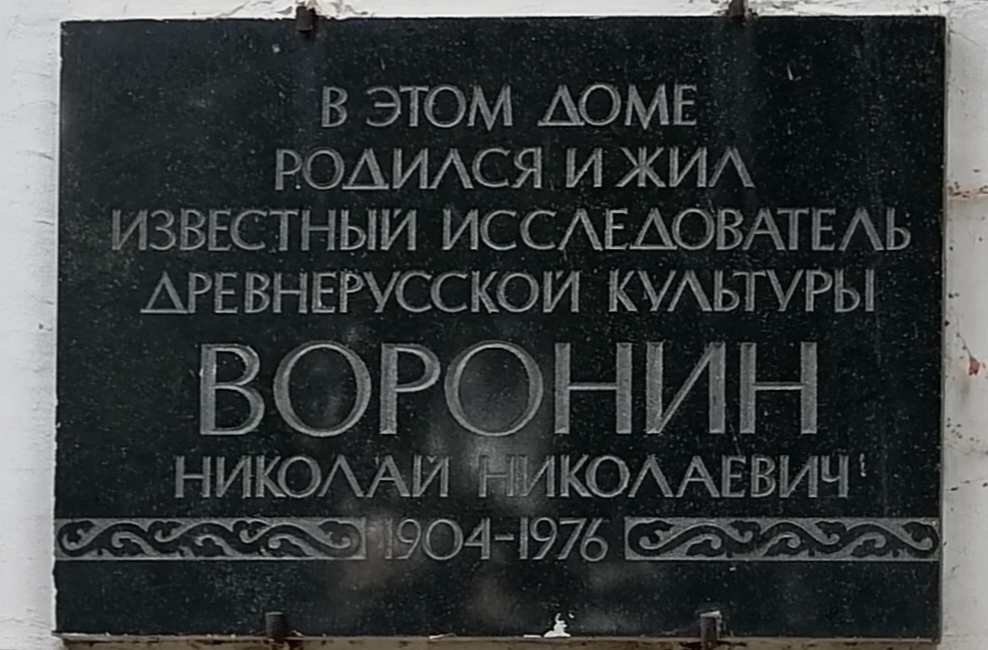
мемориальная доска на д. 8, 2-я Никольская улица

Родился 30 ноября (13 декабря) 1904 года во Владимире в семье земского техника. Дед по отцовской линии, Николай Алексеевич Воронин, и бабушка, Зинаида Петровна, жили в собственном доме на Торговой площади (ныне ул. 2-я Никольская, 8), принадлежали к купеческом у сословию, содержали магазины в Гостином дворе. Дед по матери, Иван Егорович Курнавин, также был купцом, имел булочные и кондитерские.
После окончания Владимирской гимназии Николай учился в Ленинградском университете (1923—1926). Был женат на археологе Г. Ф. Корзухиной, в браке с которой в 1934 году родился сын Николай Николаевич Воронин.
Работал в ИААН. Доктор исторических наук (1945), профессор.
Вёл беспрецедентные и до сих пор непревзойденные по масштабам и научной значимости раскопки в Боголюбове, Владимире, Переславле-Залесском, Ростове, Суздале, Гродно, Ярославле и других местах.
В 1934 году опубликовал «Очерки по истории русского зодчества XVI—XVII вв.», затем в 1945 году «Памятники Владимиро-Суздальского зодчества XI—XIII вв.». Наиболее известен его капитальный двухтомный труд «Зодчество Северо-Восточной Руси XII—XV вв.» (1961—1962). Автор популярной книги «Владимир, Боголюбово, Суздаль, Юрьев-Польской» (1958), выдержавшей несколько переизданий. Николай Воронин активно участвовал в дискуссии вокруг Святославова креста — памятника древнерусской скульптуры в Георгиевском соборе города Юрьев-Польский.
В марте 1941 года на пленуме Академии наук СССР Н. Н. Воронин, А. Ф. Дубынин и А. Д. Варганов поставили вопрос о сохранении Суздаля «как города-музея архитектурной памяти», после чего 19 июня 1941 года Академия наук СССР выделила деньги на ремонт аварийных памятников.
В 1947 году стал одним из инициаторов проведения реставрационных работ в Андрониковом монастыре и организации там Музея древнерусской культуры и искусства имени Андрея Рублёва.

Могила Н. Н. Воронина на кладбище «Байгуши»

Умер 4 апреля 1976 года в Москве. Похоронен на кладбище «Байгуши» под Владимиром.

## Награды и премии
- 2 ордена Трудового Красного Знамени (10.06.1945; 27.03.1954)
- медали
- Ленинская премия (1965) — за научный труд в 2 томах «Зодчество Северо-Восточной Руси XII—XV веков»
- Сталинская премия второй степени (1952) — за 2-томный научный труд «История культуры Древней Руси» (1951)
- Почётный гражданин города Владимира (1974)

## Труды

### Книги
- Воронин Н. Н. К истории сельского поселения феодальной Руси. Погост, свобода, село, деревня. — Л.: Соцэкгиз, 1935. — 75 с. — (Известия Государственной академии истории материальной культуры. — Вып. 138).
- Воронин Н. Н. Памятники русской архитектуры и их охрана. — М.: Изд-во Академии архитектуры СССР, 1944. — 96 с. — 5000 экз. (обл.)
- Воронин Н. Н. Памятники Владимиро-Суздальского зодчества XI—XIII вв. — М.: Изд-во АН СССР, 1945.
- Воронин Н. Н. Древнерусские города. — М.—Л.: Изд-во АН СССР, 1945.
- Воронин Н. Н. Владимир, Боголюбово, Суздаль, Юрьев-Польской. Спутник по древним городам Владимирской земли. — М., 1958. (Первая книга в популярной серии «Архитектурно-художественные памятники городов СССР»; переиздано в Лейпциге в 1962 на нем. яз.)
- Воронин Н. Н. Древнее Гродно. М. 1954 // Материалы и исследования по археологии СССР. № 31. Материалы и исследования по археологии древнерусских городов. Т. III.
- Воронин Н. Н. Древнерусское искусство / Отв. ред. О. И. Сопоцинский; Ред. колл.: Б. В. Веймарн, А. И. Зотов, Ю. Д. Колпинский, Н. Г. Машковцев; Академия художеств СССР. — М.: Издательство Академии художеств СССР, 1962. — 80 с. — (Библиотека по изобразительному искусству для народных университетов культуры, художественной самодеятельности и школьных библиотек). — 54 500 экз. (обл.)
- Воронин Н. Н. Зодчество Северо-Восточной Руси XII—XV вв. Т. 1. М. 1961. Т. 2. М. 1962.
- Воронин Н. Н. Смоленская живопись 12—13 веков / Институт археологии Академии наук СССР. — М.: Искусство, 1977. — 184 с. — 25 000 экз.
- Воронин Н. Н., Раппопорт П. А. Зодчество Смоленска XII—XIII вв. — Л.: Наука, 1979.
- Воронин Н. Н. Андрей Боголюбский. — М.: Водолей, 2007[9].

### Статьи
- Воронин Н. Н. К истории русского зодчества XVI века // ГАИМК. Бюро по делам аспирантов. Сб. I. — Л., 1929.
- Воронин Н. Н. К вопросу об археологическом изучении поселения эпохи феодализма // Проблемы истории докапиталистических обществ. 1934. № 5.
- Воронин Н. Н. Владимиро-Суздальская земля в XI—XIII вв. // Проблемы истории докапиталистических обществ. 1935. Вып. 5-6.
- Воронин Н. «Песня о Щелкане» и Тверское восстание 1327 г. // Исторический журнал. — 1944. — № 9. — С. 75—82.
- Воронин Н. Н. Тверское зодчество XIII—XIV веков // Известия АН СССР. Серия истории и философии. Т. II, № 5. М., 1945.
- Воронин Н. О восстановлении древнерусских городов // Исторический журнал. — 1945. — № 3. — С. 56—59.
- Воронин Н. Н. Раскопки в Ярославле // Материалы и исследования по археологии древнерусских городов. Т. 1 (МИА. № 11). М.: Изд-во АН СССР, 1949.
- Воронин Н. Н. К итогам и задачам археологического изучения древнерусского города // КСИИМК. Вып. 41. — М., 1951.
- Воронин Н. Н. Средства и пути сообщения // История культуры Древней Руси: Домонгольский период. Т. 1. Материальная культура. M.-Л. 1951.
- Воронин Н. Н. На берегах Клязьмы и Немана // По следам древних культур: Древняя Русь. — М.: Госкультпросветиздат, 1953.
- Воронин Н. Н., Лазарев В. Н. Искусство западнорусских княжеств (Галицко-Волынская земля) // История русского искусства. Под ред. И. Э. Грабаря. Т. 1. M. 1953.
- Воронин Н. Н. Лицевое житие Сергия как источник для оценки строительной деятельности Ермолиных // Труды Отдела древнерусской литературы (ТОДРЛ). Т. 14. — М.-Л., 1958.
- Воронин Н. Н. Медвежий культ в Верхнем Поволжье // Краеведческие записки. Вып. IV. — Ярославль, 1960.
- Воронин Н. Н. О времени и месте включения в летопись сочинений Владимира Мономаха // Историко-археологический сборник. М. 1962. — С. 265—271.
- Воронин Н. Н., Раппопорт П. А. Археологическое изучение древнерусского города // КСИА. Вып. 96. — М., 1963.
- Воронин Н. Н. Сказание о победе над болгарами 1164 г. и праздник Спаса // Проблемы общественно-экономической истории России и славянских стран. М. 1963.
- Воронин Н. Н. Владимиро-суздальская архитектура // Всеобщая история архитектуры: В 12-ти т. — М., 1966.
- Воронин Н. Н., Антонова В. И. Новое о древнерусском искусстве // Наука и человечество. Ежегодник. 1967. — М.: Знание, 1967.
- Воронин Н. Н. Переяславль Новый // Летописи и хроники. — М., 1974.
- Воронин Н. Н. «Сказание о Руси и о вечем Олзе» в рукописях А. Я. Артынова (К истории литературных подделок начала XIX в.) // Археографический ежегодник на 1974 год. — М.: Наука, 1975. — С. 175—198.

### Рецензия
- Воронин Н. Н. Рец. на кн.: Арциховский А. В. Древнерусские миниатюры как исторический источник. М., 1944. // Вестник АН СССР, 1945, № 9.